# Parc éolien de Meadow Lake
Le parc éolien de Meadow Lake est un parc éolien des États-Unis situé dans l'état de l'Indiana. Créé en 2009, il s'est étendu en six phases jusqu'en 2018.

## Production électrique
| Année                                                           | Phase I 199.65 MW                                               | Phase II 99 MW                                                  | Phase III 103.5 MW                                              | Phase IV 98.7 MW                                                | Phase V 100 MW                                                  | Phase VI 200.4 MW                                               | Total annuel en MWh |
| --------------------------------------------------------------- | --------------------------------------------------------------- | --------------------------------------------------------------- | --------------------------------------------------------------- | --------------------------------------------------------------- | --------------------------------------------------------------- | --------------------------------------------------------------- | ------------------- |
| 2009                                                            | 133,615*                                                        | -                                                               | -                                                               | -                                                               | -                                                               | -                                                               | 133,615             |
| 2010                                                            | 487,991                                                         | 129,475*                                                        | 96,145*                                                         | 67,139*                                                         | -                                                               | -                                                               | 780,750             |
| 2011                                                            | 471,979                                                         | 257,837                                                         | 262,413                                                         | 221,902                                                         | -                                                               | -                                                               | 1,214,131           |
| 2012                                                            | 466,874                                                         | 249,120                                                         | 257,788                                                         | 214,956                                                         | -                                                               | -                                                               | 1,188,738           |
| 2013                                                            | 477,611                                                         | 180,188                                                         | 183,092                                                         | 143,785                                                         | -                                                               | -                                                               | 984,676             |
| 2014                                                            | 495,416                                                         | 161,358                                                         | 170,177                                                         | 134,214                                                         | -                                                               | -                                                               | 961,165             |
| 2015                                                            | 512,009                                                         | 222,262                                                         | 238,493                                                         | 188,468                                                         | -                                                               | -                                                               | 1,161,232           |
| 2016                                                            | 467,962                                                         | 248,764                                                         | 266,678                                                         | 206,549                                                         | -                                                               | -                                                               | 1,189,953           |
| 2017                                                            | 445,549                                                         | 252,547                                                         | 246,972                                                         | 193,258                                                         | 134,859*                                                        | -                                                               | 1,237,185           |
| 2018                                                            | 446,822                                                         | 235,645                                                         | 243,320                                                         | 192,074                                                         | 322,909                                                         | 48,566*                                                         | 1,489,336           |
| Production annuelle moyenne (phases 1–4, années 2011-2018) ---> | Production annuelle moyenne (phases 1–4, années 2011-2018) ---> | Production annuelle moyenne (phases 1–4, années 2011-2018) ---> | Production annuelle moyenne (phases 1–4, années 2011-2018) ---> | Production annuelle moyenne (phases 1–4, années 2011-2018) ---> | Production annuelle moyenne (phases 1–4, années 2011-2018) ---> | Production annuelle moyenne (phases 1–4, années 2011-2018) ---> | 1,119,510           |
| Facteur de charge moyen (phases 1–4, années 2011-2018) --->     | Facteur de charge moyen (phases 1–4, années 2011-2018) --->     | Facteur de charge moyen (phases 1–4, années 2011-2018) --->     | Facteur de charge moyen (phases 1–4, années 2011-2018) --->     | Facteur de charge moyen (phases 1–4, années 2011-2018) --->     | Facteur de charge moyen (phases 1–4, années 2011-2018) --->     | Facteur de charge moyen (phases 1–4, années 2011-2018) --->     | 25.5%               |

(*) année d'activité partielle